# 克林特·希爾 (特勤人員)
克林特·J·希爾（英語：Clinton J. Hill，1932年1月4日—2025年2月21日）是一名前美国特勤局特工，他曾擔任五位美國總統的隨扈，自德怀特·艾森豪威尔一路服務到杰拉尔德·福特。
希爾最廣為人知的經歷是1963年11月22日發生的约翰·F·肯尼迪遇刺案，當時约翰·肯尼迪總統在經過德克薩斯州達拉斯的迪利廣場時刺殺，希爾從隨行車輛衝向總統座車跳上車尾，以身體保護受襲的總統及第一夫人賈桂琳·甘迺迪，直至車輛抵達帕克蘭紀念醫院。這一壯舉被亞伯拉罕·薩普魯德的攝影機拍下。在2025年逝世前，希爾是總統車內最後一位仍在世的見證人。

## 早年生活
希爾出生於北达科他州拉里莫爾，母親為挪威裔的艾瑪·彼得森。原生家庭居住在羅斯格倫附近的農場，但母親在他出生僅17天後便因家庭變故將他送往法戈的北達科他州兒童之家。三個月後，他被挪威裔的克里斯與珍妮·希爾夫婦收養，並跟隨養父母搬到華許本。他的原姓氏為「Haugen」，後來改為英文的「Hill」，因為「Haugen」在挪威語中意為「小山」。
希爾在華許本高中畢業後，就讀於明尼蘇達州穆爾黑德的康考迪亞學院，在校期間參與美式足球、籃球和棒球運動，並主修歷史，於1954年畢業。大學畢業後，他被徵召入伍，先在密蘇里州倫納德伍德堡接受基礎訓練，隨後被派往馬里蘭州鄧多克的美國陸軍情報中心，接受反情報特工訓練，並於丹佛的第113反情報軍團第九區服役，直至1957年退役。
服役結束後，希爾加入美國特勤局，最初被分派至丹佛辦公室。1958年，他加入德怀特·艾森豪威尔的安保團隊。當约翰·肯尼迪當選總統後，希爾被指派為第一夫人賈桂琳·甘迺迪的貼身保鏢。

## 约翰·F·肯尼迪遇刺案
1963年11月22日，約翰·F·甘迺迪總統在德克薩斯州達拉斯乘車隊遊行途中遇刺，當時其隨行人員正前往達拉斯貿易市場參加午宴。甘迺迪夫婦坐在總統座車的後排，德州州長约翰·康纳利與夫人內莉·康纳利坐在中排，特勤局探員威廉·格里爾負責駕駛，而助理特別探員長羅伊·凱勒曼則坐在前排。
希爾當時位於在總統座車後方的特勤局隨行車左側踏板上。他聽到右側傳來類似爆竹的聲音，轉頭時發現甘迺迪已經中彈。意識到情況危急，希爾立刻衝向總統座車，跳上後保險桿，並在途中聽到了第二聲槍響，聲音與第一聲不同，像是「左輪手槍擊中堅硬物體並產生回音」。
根據1964年3月9日希爾與特勤局特工凱勒曼、格里爾和揚布拉德在華盛頓特區向委員會提供的證詞，事發當時，希爾攀住行李箱左側的小扶手，這個扶手通常是供隨行特工站在後保險桿上時穩定身體用的。然而，當天總統車後方並無特工駐守，原因有二：一方面，甘迺迪總統曾多次表示，除非必要，他不希望特工在車隊遊行時站在車後踏板上，甚至在數天前造訪佛羅里達州坦帕時還再次強調了這點；另一方面，特工杰拉爾德·布萊恩指出，車隊即將進入高速公路，通常這種情況下車速會提高至60至70英里，因此不會安排特工站在車尾。

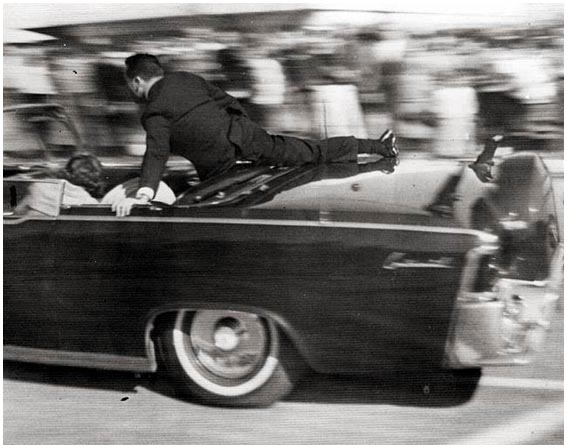
希爾爬上总统坐车的后备箱，保护后排座位上甘迺迪和杰基。

在總統遭受致命槍擊的不到兩秒內，希爾成功攀住車輛，但此時駕駛已開始加速，導致車輛一度與他拉開距離。然而，希爾穩住身體，奮力跳上快速加速的座車後方。當希爾爬上車時，他看到賈桂琳似乎因震驚而爬向後車廂。希爾後來在華倫委員會作證時表示，他認為第一夫人當時是在試圖撿回總統頭部被擊碎的殘片。他趕忙爬向她，將她護送回座位，隨即用身體護住總統與夫人。與此同時，中排座位上的內莉則將受傷的丈夫州長康納利扶到自己腿上，以減少他的痛苦。
前座的特工凱勒曼立刻透過車內雙向電台向前導車輛下令：「立刻前往最近的醫院！」希爾也大聲喊著：「去醫院！快點！」在車隊疾駛前往帕克蘭紀念醫院的途中，他向後方的特勤局隨行車比出「大拇指朝下」的手勢，並左右搖頭，示意總統的傷勢極為嚴重。座車隨後迅速駛離迪利廣場，直奔僅數分鐘車程外的醫院。希爾仍然保持護衛姿勢，低頭查看總統的傷勢。他後來作證時描述：「總統的右後腦幾乎完全消失，碎塊落在座位上，大腦裸露，整個後座佈滿血跡與腦組織，賈桂琳·甘迺迪全身沾滿鮮血。傷口過於嚴重，無法辨識是否還有其他傷口，唯獨右後腦有一道巨大的破口。」
當醫護人員全力搶救甘迺迪與康納利時，希爾接到司法部長羅伯特·甘迺迪的來電。希爾在2013年的訪談中回憶道：「他問我總統的情況如何，但我不想在電話裡告訴他總統已經去世，我認為這不是我的職責。我只能說：『情況非常嚴重，壞到了極點。』」
總統遇刺讓特勤局深感震驚與自責，但所有人都認為希爾的應對無可挑剔。他的迅速反應與英勇行動，讓他在甘迺迪葬禮後幾天於華盛頓獲頒榮譽表揚。即便身處哀痛之中，賈桂琳仍特地出席典禮，親自向希爾表達感謝。

## 刺殺事件後
希爾在1964年總統選舉後仍負責保護肯尼迪夫人及其子女。隨後，他被調派至白宮擔任林登·詹森總統的特勤人員。1967年，詹森仍在任時，希爾升任總統保護組的特別負責特工（SAIC）。當理查德·尼克松就任總統後，希爾轉而擔任副總統斯皮罗·阿格纽的保護組SAIC。最終他被調至特勤局總部，擔任所有保護工作的助理主任，並於1975年退休。
希爾支持官方結論，即李·哈維·奧斯瓦爾德為單獨行動，並否定有關暗殺事件的陰謀論。1975年，他在接受迈克·华莱士訪問時，含淚表示如果他能早一秒抵達總統車隊，他本可以擋下第三發子彈，並為未能及時趕到深感遺憾。
2006年，在內莉·康納利去世後，希爾成為當年車內最後一位在世者。他為2010年由傑拉爾德·布萊恩（Gerald Blaine）和麗莎·麥庫賓（Lisa McCubbin）合著的回憶錄《肯尼迪特勤組》（The Kennedy Detail）撰寫了前言。
2010年12月，在BBC《今天》節目的一次採訪中，希爾回憶起1963年的刺殺事件，並談及他1990年首次重返達拉斯時的感受。當被問及如果當時有所不同，是否能挽救總統的生命時，希爾回答：「那天（李·哈維·奧斯瓦德）佔盡優勢，我們毫無機會。那場刺殺因為當時的環境而變得非常容易實施。」
2012年5月，希爾接受C-SPAN節目Q&A的訪談，由布萊恩·蘭博主持。同年4月，希爾出版回憶錄《肯尼迪夫人與我》（Mrs. Kennedy and Me），回顧自己的職業生涯並描述與賈桂琳的合作關係。同年，他入選挪威裔美國人名人堂（Scandinavian-American Hall of Fame），該獎項由北達科他州組織Norsk Høstfest主辦。
2012年，有報導稱希爾長期居住在維吉尼亞州亞歷山卓。2013年11月，適逢肯尼迪遇刺案50週年，希爾出版《十一月的五天》（Five Days in November），闡述他對暗殺事件的看法。2016年，他發表回憶錄 《五位總統：我與艾森豪、肯尼迪、詹森、尼克松和福特的非凡旅程》（Five Presidents: My Extraordinary Journey with Eisenhower, Kennedy, Johnson, Nixon, and Ford），總結其特勤局職業生涯。
2018年10月5日，希爾獲頒北達科他州州長道格·伯古姆頒發的西奧多·羅斯福「粗獷騎士獎」，該獎項授予北達科他州的傑出、現居或前居民。

## 個人生活與逝世
肯尼迪遇刺時，希爾已與妻子格溫（Gwen）結婚，並育有兩名兒子。2012 年接受布萊恩·蘭姆訪談時，希爾透露他已與妻子分居或離婚多年。截至2013年，希爾居住在舊金山附近。2016年起，他與合作作者麗莎·麥庫賓（Lisa McCubbin）交往，兩人於2021年12月結婚。
希爾於2025年2月21日在加利福尼亞州貝爾韋代雷家中去世，享耆壽93歲。美國特勤局於24日發表訃報聲明。

### 書籍
- Hill, Clint; McCubbin, Lisa. . S&S/Gallery. 2012. ISBN 978-1-4516-4844-7.
- Hill, Clint; McCubbin, Lisa. . S&S/Gallery. 2013.
- Hill, Clint; McCubbin, Lisa. . S&S/Gallery. 2016. ISBN 978-1476794136.

## 外部連結
- 克林特·希爾在互联网电影资料库（IMDb）上的資料（英文）
- C-SPAN內的頁面（英文）
  - Q&A interview with Clint Hill and Gerald Blaine （页面存档备份，存于）, C-SPAN, November 28, 2010.
- Clint Hill interviewed by Mike Wallace in 1975, from 60 Minutes Rewind, January 11, 2011. 的存檔，存档日期February 7, 2011，.
- Television interview with Clint Hill 的存檔，存档日期2016-12-06., from The Today Show, April 5, 2012.
- Clint Hill interviewed by Tom Putnam, Director of the John F. Kennedy Presidential Library and Museum, April 2018. （页面存档备份，存于）